# 蘆塚忠右衛門 (父)
蘆塚 忠右衛門（あしづか ちゅうえもん）は、戦国時代から安土桃山時代にかけての武将。名は忠兵衛ともされる。小西氏の家臣。

## 名前について
仁尾環『天草・島原 切支丹一揆史談』では、小西行長に仕えた宇土城代・蘆塚某の名を「忠右衛門」とする。「三、芦塚忠右衛門　　芦塚忠右衛門は小西行長の家老で慶長五年の關ヶ原の戰後には…（中略）…大坂冬夏の陣には大阪に馳參じ鴨野で討死を遂げて居る今の芦塚は其子であるとも或は子ではなく親自身であると云ふ兩説がある」と述べて、小西行長の家老の蘆塚忠右衛門と一揆勢指導者の蘆塚忠右衛門には、同一人物説と、同名の親子説の二つがあることを示しているが、年齢を考慮すれば同一人物の可能性は低い。
また『大日本人名辞書』『日本歴史辞典』『天草軍記』などでは、蘆塚某の名、つまり忠右衛門の父の名を「忠兵衛」または「忠兵衛尉」として、別名説をとっている。
これらの事情から史料による人名の混乱が多く見られ、複数説または複数の解釈が可能で、どれが正しいのか判別は難しい。

## 略歴
前歴不明。小西行長の家臣であり、宇土城代であったという。
文禄・慶長の役に従軍。慶長5年（1600年）の関ヶ原の戦いでは、主君・行長と共に軍勢を指揮したとされるが敗走し、主君の遺志を伝えた後、暫くは天草に潜伏した。
大坂の陣に豊臣方として参戦して、鴨野で戦死したともいうが、詳細は不明である。